# Yuka Kashino
Yuka Kashino (樫野 有香 Kashino Yuka ; Hiroshima, 23 december 1988), bijnaam Kashiyuka (かしゆか), is een Japanse zangeres en danseres. Ze is lid van de elektropopgroep Perfume.

## biografie
Yuka Kashino is geboren en opgegroeid in Hiroshima, Japan waar ze ook naar de Actor’s School Hiroshima ging met vrienden Ayaka Nishiwaki and Ayano Ōmoto, die ook lid zijn van Perfume. Zij en Ayaka Nishiwaki zijn de twee originele leden van Perfume. Kashino en Nishiwaki vormden Perfume in 2001 samen met Yūka Kawashima, die de groep kort daarnaa verliet om zich meer te kunnen concentreren op schoolwerk. Voordat Ayana Ōmoto in de groep kwam hadden zij en Kashino elkaar nog niet ontmoet.